# 神川 (長野県)
神川（かんがわ）は、長野県上田市を流れる信濃川水系の一級河川。

## 地理
四阿山西麓の菅平高原の湧水を集めて南東流する菅平川と、鳥居峠から西流する鳥居川や渋沢川が合流し、神川となって南西流し、さらに地蔵峠から南流する傍陽川、洗馬渓谷からの洗馬川などを合わせて南に向きを変え、烏帽子火山流出の溶岩台地から上田盆地に出て扇状地を展開し、上田市国分で千曲川に合流する。
菅平川は上流にある遷急点によって堆積作用を利用し、遷急点は急流を成し、唐沢の滝と呼ばれる。滝から下流は四阿山の火山泥流を深く浸食して渓谷を形成し、昭和44年（1969年）には菅平ダムが築造されており、発電や灌漑、上水道に利用されている。千曲川との合流点付近では神科台地を侵食し、田切地形の窪地を流れて急流性を帯びる。神科台地の右岸一帯は染屋台と呼ばれ、上田地方最大の条里制の遺構が残る。
「寒川」、「上川」などとも表記され、『千曲之真砂』には加賀の白山神社を真田村に勧請したことにより「加賀川」とも呼ばれる、とある。

## 神川合戦
天正13年（1585年）、上州沼田の帰属をめぐり徳川氏と真田氏が対立。徳川家康は真田討伐のため7000の兵を上田城に派遣する（第一次上田合戦）。
迎え撃つ真田昌幸は、2000余りの兵と城下の防御柵、山城などの地の利を活かして奮戦。撤退する徳川勢を追い詰め、増水した神川で多数の兵を溺死させた。真田氏が大名となる転機となったこの戦いは神川合戦とも呼ばれる。